# Kentuckys flagga
Kentuckys flagga antogs 1918. Ovanför delstatens sigill från 1792 står det "Commonwealth of Kentucky" (Samväldet Kentucky).